# Регуляторна Т-клітина
Регуляторні Т-клітини (Treg [ˈtiːrɛɡ]), раніше відомі як супресорні Т-клітини, належать до  субпопуляції Т-клітин, вони модулюють імунну систему, підтримують толерантність до власних антигенів, і запобігають аутоімунним захворюванням. Treg - імуносупресивні клітини й зазвичай або пригнічують вже наявні ефекторні Т-клітини, або блокують їх появу  Treg експресують біомаркери CD4, FOXP3 і CD25 і, як вважають, походять з тієї ж лінії, що й наївні CD4+ клітини. Оскільки ефекторні Т-клітини також експресують CD4 і CD25, Treg дуже важко надійно відрізнити від ефекторної CD4+ клітини, що ускладнює їх вивчення. Нещодавні дослідження показали, що цитокін трансформуючий фактор росту бета (TGF-β) необхідний для диференціації Treg від наївних CD4+ клітин і має важливе значення для підтримки гомеостазу Treg.
На основі мишачих моделей було припущено, що модуляція Treg може лікувати аутоімунні захворювання та злоякісні пухлини, а також може сприяти трансплантації органів  та загоєнню ран. Значущість Treg при злоякісних пухлинах складна. Як правило, їх кількість підвищуються у людей із злоякісними пухлинами, і, здається, вони мігрують до місць росту пухлин. Дослідження як на людях, так і на тваринних моделях показали, що велика кількість Treg у мікросередовищі пухлини свідчить про поганий прогноз хвороби. Вважається, що Treg пригнічують протипухлинний імунітет, таким чином перешкоджаючи вродженій здатності організму контролювати ріст ракових клітин. Останні дослідження в галузі імунотерапії присвячені тому, як регуляція Т-клітин може бути використана для лікування раку.

## Популяції
Treg є компонентом імунної системи, який пригнічує імунні реакції інших клітин. Це важлива «самоперевірка», вбудована в імунну систему, щоб запобігти надмірним реакціям. Treg існують у багатьох формах, найбільш добре вивченими є ті, які експресують CD4, CD25 і FOXP3 (CD4+ CD25+ Treg). Ці Treg відрізняються від Т-хелперів. Іншою підгрупою регуляторних Т-клітин є Treg17. Treg беруть участь у припиненні імунних реакцій після того, як вторгнення патогенів було успішно подолано, а також у запобіганні аутоімунітету.
CD4+ FOXP3+ CD25(high) Treg були названі «природними» Treg  щоб відрізнити їх від «супресорних» популяцій Т-клітин, які генеруються in vitro. Інші популяції Treg включають Tr1, Th3, CD8+ CD28− і Qa-1 обмежені T-клітини. Внесок цих популяцій у аутотолерантність та імунний гомеостаз досліджений менше. FOXP3 можна використовувати як хороший маркер для мишачих CD4+ CD25+ T-клітин, хоча останні дослідження також надали докази експресії FOXP3 у CD4+ CD25− T-клітин. У людей FOXP3 також експресується у нещодавно активованих звичайних T-клітин і, таким чином, не є специфічними для людських Treg.

## Розвиток
Усі Т-клітини походять від клітин-попередників у кістковому мозку, які пов'язані зі своєю лінією в тимусі. Усі Т-клітини починаються як CD4- CD8- TCR-клітини на стадії DN (double-negative, подвійно негативні), коли в окремій клітині йде перебудова генів Т-клітинних рецепторів, що формує унікальну функціональну молекулу, яку ці клітини, у свою чергу, "тестують" в корі тимуса для забезпечення мінімального рівня взаємодії з власними молекулами ГКГС. Якщо Т-клітини отримують такі сигнали, вони проліферують і експресують як CD4, так і CD8, стаючи "подвійно позитивними" (DP) клітинами. Виділення Treg відбувається з радіорезистентних гемопоетичних клітин, що експресують МНС класу II, у мозковій речовині або у тільцях Гаселя в тимусі. На стадії DP (подвійно позитивні) вони відбираються шляхом взаємодії з клітинами тимуса, починають транскрипцію Foxp3 і стають Treg, хоча вони можуть не почати експресувати Foxp3 до однопозитивної стадії, у який момент вони стають функціональними. Експресія TCR у Treg не обмежена, як у NKT або γδ Т-клітин. Treg мають більшу різноманітність TCR, ніж ефекторні Т-клітини, і ці рецептори більше подібні до власних пептидів.
Процес селекції Treg визначається спорідненістю взаємодії з комплексом "аутопептид-ГКГС". Процес відбору клітин для отримання статусу Treg схожий на казку "Три ведмедя", тобто сигнал має бути не надто високим, не надто низьким, але "якраз". Т-клітина, яка отримує дуже сильні сигнали, зазнає апоптозу; клітина, яка отримує слабкий сигнал, виживе і стане ефекторною клітиною. Якщо ж Т-клітина отримує проміжний сигнал, то вона стане регуляторною Т-клітиною. Через стохастичну природу процесу активації усі популяції Т-клітин із певним TCR отримують суміш ефекторних та регуляторних T-клітин – їх відносна пропорція визначаються спорідненістю Т-клітини до комплексу "аутопептид-MHC". Навіть у мишачих моделях мишей з TCR-трансгенними клітинами, відібраними на стромі, що секретує специфічний антиген, делеція або конверсія не є повною.
Генерація Foxp3+ Treg у тимусі затримується на кілька днів порівняно з ефекторними Т-клітинами і не досягає дорослого рівня ні в тимусі, ні на периферії до терміну приблизно три тижні після пологів. Клітини Treg потребують костимуляції CD28, а експресія B7.2 значною мірою обмежена мозковою речовиною, розвиток якої, здається, іде паралельно розвитку клітин Foxp3+. Було висловлено припущення, що вони пов’зані між собою, але остаточного зв'язку між процесами поки не виявлено. TGF-β не потрібен для функціональності Treg у тимусі, оскільки Treg вилочкової залози у мишей, нечутливих до TGF-β (миші TGFβRII-DN) є функціональними.

### Рециркуляція в тимусі
Помічено, що деякі FOXP3+ Treg рециркулюють назад у тимус. Такі Treg в основному були присутні у мозковій речовині тимуса, який є основним місцем диференціювання Treg. Наявність цих клітин у тимусі або додавання в культуру тканини тимуса плода пригнічує розвиток нових Treg на 34 – 60%, але на CD4+CD25− конвенційні Т-клітини це не впливає. Це означає, що рециркуляційні Treg гальмують тільки de novo розвиток Treg. Молекулярний механізм цього процесу працює завдяки здатності Treg адсорбувати IL-2 з мікросередовища, таким чином, вони знатні індукувати апоптоз інших Т-клітин, які потребують IL-2 як основного фактора росту. Рециркулюючі Treg клітини в тимусі експресують високу кількість α-ланцюга рецептора IL-2 (CD25), що кодується геном Il2ra, цей ланцюк "збирає" IL-2 з мозкової речовини тимуса і знижує його концентрацію. Новостворені FOXP3+ Treg тимусу мають не такий високий рівень експресії Il2ra. IL-2 є цитокіном, необхідним для розвитку Treg в тимусі. Він важливий для проліферації та виживання Т-клітин, але у разі його дефіциту він може бути заміщений IL-15. Проте розвиток Treg залежить від IL-2. У людей була виявлена популяція CD31- Treg тимуса. CD31 можна використовувати як маркер новоутворених Treg так же, як і інших Т-лімфоцитів. Зрілі та периферичні Treg зменшують його експресію. Отже, можливо, що цей регуляторний механізм розвиток Treg у тимусі також є функціональним у людини.
Ймовірно, існує також позитивна регуляція розвитку Treg у тимусі, викликана рециркуляцією Treg клітини в тимус. Виявлено популяцію CD24 (низька експресія) FOXP3+ клітин у тимусі з підвищеною експресією IL-1R2 (Il1r2) порівняно з периферичними Treg. Висока концентрація IL-1β, викликана запаленням, зменшує розвиток de novo Treg в тимусі. Наявність в тимусі  рециркуляційних Treg з високою експресією IL1R2 під час запальних станів допомагають поглинати IL-1β і знижувати його концентрацію в мікросередовищі мозкової речовини, таким чином вони сприяють розвитку de novo Treg.  Зв'язування IL-1β з IL1R2 на поверхні Treg не спричиняє передачі сигналу, оскільки немає внутрішньоклітинного (TIR) рецепторного домену Toll інтерлейкіну-1, який зазвичай присутній у клітинах вродженого імунітету.

## Функція
Імунна система повинна вміти розрізняти власні та чужі структури. Коли поділ «своє/не своє» зазнає невдачі, імунна система руйнує клітини та тканини власного організму, що в результаті призводить до аутоімунного захворювання. Регуляторні Т-клітини активно пригнічують активацію імунної системи та запобігають патологічній аутореактивності, тобто аутоімунному захворюванню. Про критичну роль регуляторних Т-клітин в імунній системі свідчить тяжкий аутоімунний синдром, який є результатом генетичного дефіциту регуляторних Т-клітин (синдром IPEX – див. нижче).

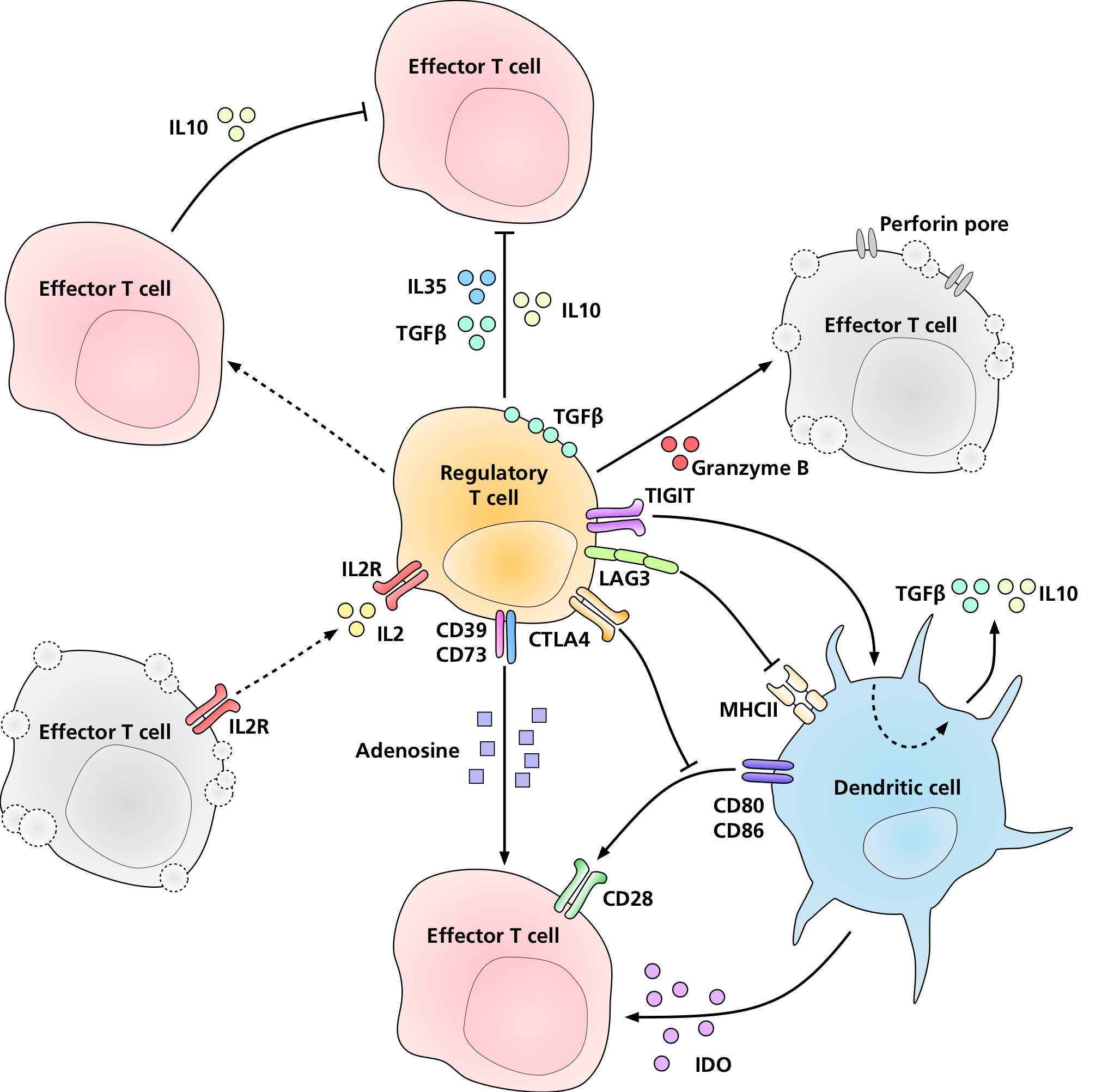
Діаграма Treg, ефекторних Т-клітин і дендритних клітин, що показує ймовірні механізми супресії Treg.

Молекулярний механізм, за допомогою якого Treg здійснюють свою супресорну/регуляторну активність, остаточно не описаний і є предметом інтенсивних досліджень. Експерименти in vitro надали неоднозначні результати щодо необхідності міжклітинного контакту з клітиною, що пригнічується. Нижче наведено деякі із запропонованих механізмів пригнічення імунітету:
- Treg виробляють ряд гальмівних цитокінів. До них належать TGF-β,[21] інтерлейкін 35,[22] та інтерлейкін 10.[23] Також виявляється, що Treg можуть спонукати інші типи клітин експресувати інтерлейкін-10.[24]
- Treg можуть продукувати гранзим В, який, у свою чергу, може індукувати апоптоз ефекторних клітин. Повідомляється, що Treg мишей з дефіцитом гранзиму B є менш ефективними супресорами активації ефекторних Т-клітин.[25]
- Зворотна передача сигналів шляхом прямої взаємодії з дендритними клітинами та індукції імуносупресивної індолеамін-2,3-діоксигенази.[26]
- Передача сигналів через ектоферменти CD39 і CD73 з виробленням імуносупресивного аденозину .[27][28]
- Завдяки прямій взаємодії з дендритними клітинами LAG3 і TIGIT.[29][30] Існує літературний огляд взаємодій Treg з дендритними клітинами, що описує відмінність між механізмами, описаними для клітин людини та клітин миші.[31]
- Інший механізм управління - через механізм зворотного зв'язку IL-2. Т-клітини, активовані антигеном, виробляють IL-2, який потім діє на рецептори IL-2 на Treg, попереджаючи їх про те, що в цій ділянці спостерігається висока активність Т-клітин, а Treg, в свою чергу, забезпечують їх супресію. Цей негативний зворотних зв’язок гарантує відсутність надмірної реакції Т-клітин. Якщо інфекція присутня, інші фактори запалення зменшують супресію Т-клітин. Порушення зв'язку призводить до гіперреактивності, регуляція може змінювати силу імунної відповіді.[32] Схожа гіпотеза щодо ролі інтерлейкіну 2 полягає в тому, що активовані Treg захоплюють інтерлейкін 2 настільки активно, що позбавляють ефекторних Т-клітин його достатньої кількості й вони уникають апоптозу.[15]
- Основний механізм супресії полягає в запобіганні костимуляції через CD28 на ефекторних Т-клітинах під дією молекули CTLA-4 .[33]

## Індуковані регуляторні Т-клітини
Індуковані регуляторні Т-клітини - iTreg (CD4+ CD25+ FOXP3+ ) є супресивними клітинами, які беруть участь у формуванні імунологічної толерантності. Було показано, що вони пригнічують проліферацію Т-клітин і експериментальні аутоімунні захворювання. До них належать T-хелпери 17. iTreg розвиваються із звичайних зрілих CD4+ Т-клітин поза тимусом, це є визначальною відмінністю між природними Treg (nTreg) та iTreg. Хоча iTreg і nTreg мають подібну функцію, нещодавно було показано, що iTreg є «важливою ненадлишковою регуляторною підгрупою, яка доповнює nTreg, частково за рахунок розширення різноманітності TCR в рамках регуляторних реакцій». Гостре виснаження пулу iTreg у мишачах моделях призводило до запалення та втрати ваги. Конкретний внесок nTreg та iTreg у підтримку толерантності невідомий, але обидва є важливими. Між nTreg та iTreg спостерігалися епігенетичні відмінності, причому перші мають більш стабільну експресію FOXP3 і більш поширене деметилювання.
Середовище тонкого кишечника з високим вмістом вітаміну А є місцем, де виробляється ретиноева кислота. Ретиноева кислота і TGF-бета, що виробляються дендритними клітинами в цій ділянці, сигналізують про продукцію Treg. Вітамін А і TGF-бета сприяють диференціації Т-клітин у Treg, а не у Th17, навіть у присутності IL-6. Кишкове середовище з TGF-бета і ретиноєвою кислотою може призвести до появи індукованих Treg, деякі з яких експресують лектиноподібний рецептор CD161 і спеціалізуються на підтримці цілісності бар’єру шляхом прискорення загоєння ран. Після введення антигену в кишечнику від наївних Т-клітин диференціюються Treg. Нещодавно було показано, що людські Treg можуть бути індуковані як з наївних, так і з попередньо фіксованих клітин Th1 і Th17 через дію міметиків TGF-β, отриманих від патогена Heligmosomoides polygyrus, який називається Hp-TGM (H. polygyrus TGF-β міметик). Hp-TGM може індукувати мишачі FOXP3, який експресують Treg, які були стабільними за наявності запалення in vivo. FOXP3+ Treg людини, індуковані Hp-TGM, були стабільними за наявності запалення та мали підвищені рівні CD25, CTLA4 та знижене метилювання в FOXP3 ділянці гена порівняно з TGF-β-індукованим Treg.

## Захворювання
Важливим питанням в області імунології є те, як модулюється імуносупресивна активність Treg під час постійної імунної відповіді. Хоча імуносупресивна функція Treg запобігає розвитку аутоімунного захворювання, вона не бажана під час імунних відповідей на інфекції. Сучасні гіпотези припускають, що при зустрічі з патогенами активність Treg може бути знижена, прямо чи опосередковано, іншими клітинами, щоб полегшити ліквідацію інфекції. Експериментальні дані на мишачих моделях свідчать про те, що деякі патогени, можливо, еволюціонували, щоб маніпулювати Treg, для викликання імуносупресії і таким чином вони збільшують шанси на власне виживання. Наприклад, повідомляється, що активність регуляторних Т-клітин підвищується при деяких інфекціях, таких як ретровірусні (найвідомішою з яких є ВІЛ), мікобактеріальні (наприклад, туберкульоз) та різних паразитарних інвазіях, включаючи лейшманіоз і малярію .
Treg відіграють важливу роль під час ВІЛ-інфекції. Вони пригнічують імунну систему, таким чином обмежуючи її відповідь та зменшуючи запалення, одночасно порушуючи виведення вірусу за допомогою клітинно-опосередкованої імунної відповіді та збільшуючи резервуар інфекції, переводячи CD4+ Т-клітини (інфіковані тощо) до стану спокою. Крім того, Treg клітини можуть бути самі інфіковані ВІЛ, що збільшує розмір резервуара вірусу. Через це Treg клітини досліджуються мішенню при лікуванні ВІЛ. Деякі стратегії пригнічення Treg були перевірені на нелюдиноподібних приматах, інфікованих SIV і було показано, що вони викликають реактивацію вірусу та посилюють специфічні для SIV CD8+ Т-клітинні реакції.
Treg відіграють велику роль у патології вісцерального лейшманіозу та у запобіганні надмірного запалення у пацієнтів, які вилікувалися від вісцерального лейшманіозу.
CD4+ Treg часто асоціюються з солідними пухлинами як у людей, так і у мишачих моделях. Збільшення кількості Treg при раку молочної залози, колоректальному раку та раку яєчників асоціюється з гіршим прогнозом.
CD70+ В-клітини неходжкінської лімфоми індукують експресію FOXP3 і регуляторну функцію у пухлинних CD4+ CD25- T-клітинах.
Є деякі докази того, що дисфункційні Treg можуть викликати нейрозапалення при боковому аміотрофічному склерозі через нижчу експресію FOXP3. Досліджується метод ex vivo розмноження Treg для подальшої аутологічної трансплантації, після того як були отримані багатообіцяючі результати в клінічному випробуванні фази I.
В той час як було показано, що під час здорової вагітності кількість Treg збільшується внаслідок поліклонального розмноження як системно, так і локально, щоб захистити плід від імунної реакції материнського організму (явище, яке називається материнською імунною толерантністю), є докази того, що це поліклональне розмноження порушується у вагітних з прееклампсією та їх нащадків. Дослідження показують, що зниження продукції та розвитку Treg під час прееклампсії може погіршити материнську імунну толерантність, що призведе до надлишкової імунної відповіді, характерної для прееклампсії.

### Злоякісні пухлини

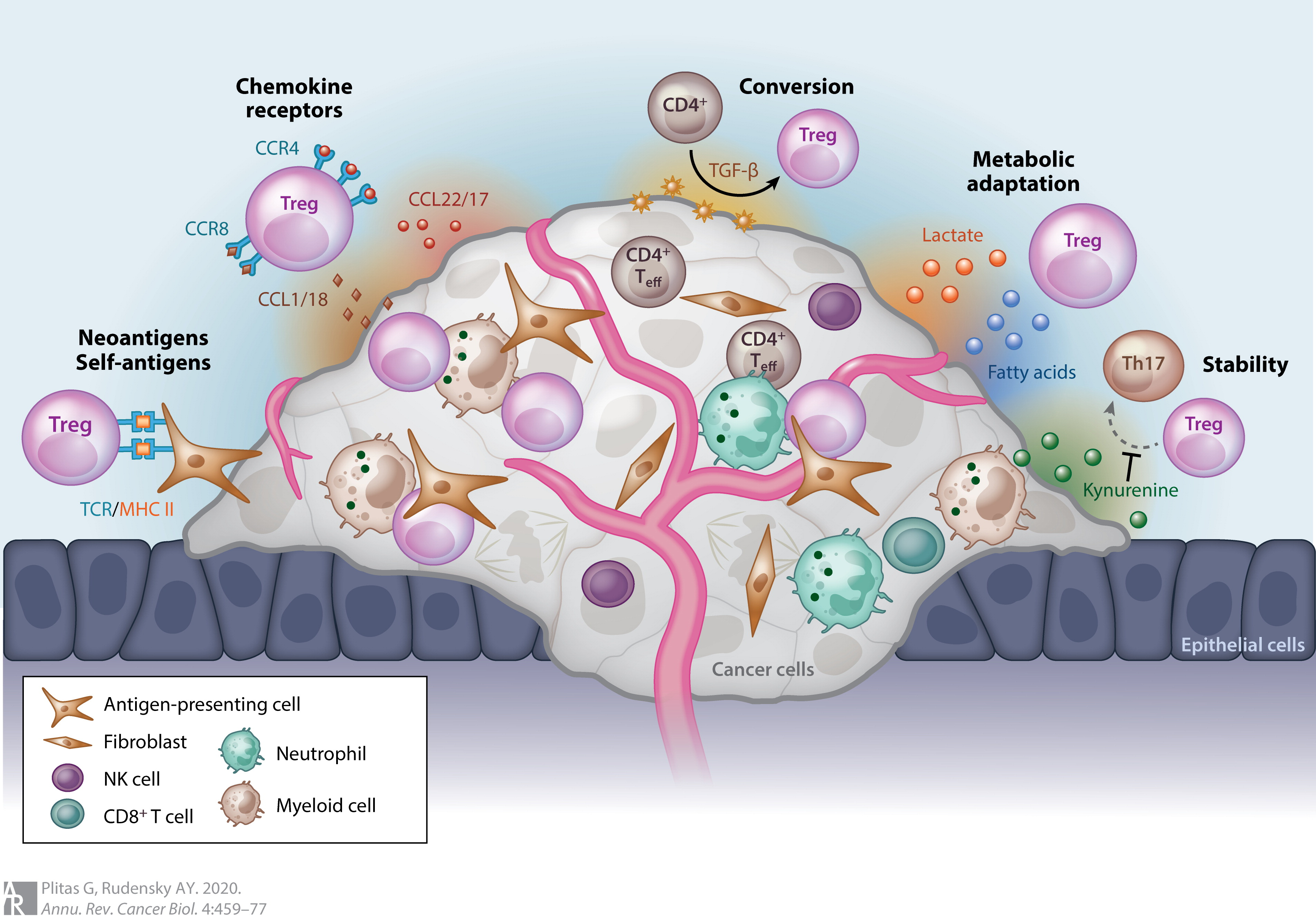
Надходженн та циркуляція Treg в мікросередовище пухлини

Більшість пухлин викликають імунну відповідь в організмі хазяїна, яка опосередковується пухлинними антигенами, які відрізняють пухлину від інших (непухлинних) клітин. Це призводить до того, що в мікросередовищі пухлини виявляється велика кількість лімфоцитів, що інфільтрують пухлину (TIL). Хоча це не зовсім зрозуміло, вважається, що ці лімфоцити націлені на пухлинні клітини і, отже, уповільнюють або припиняють розвиток пухлини. Однак цей процес є складним, оскільки в мікрооточення пухлини транспортуються переважно Treg. Тоді як зазвичай Treg складають лише близько 4% CD4+ T-клітин, вони можуть становити до 20–30% загальної популяції CD4+-клітин мікросередовища пухлини.
Хоча спочатку вважалося, що високий рівень TIL є важливим для визначення імунної відповіді проти раку, зараз широко визнано, що співвідношення Treg до ефекторних T-клітин мікрооточення пухлин є визначальним фактором успіху імунної відповіді проти раку. Висока кількість Treg у мікросередовищі пухлини пов’язана з поганим прогнозом при багатьох видах раку , таких як рак яєчників, рак молочної залози, рак нирок і рак підшлункової залози. Це свідчить про те, що Treg пригнічують ефекторні Т-клітини і перешкоджають імунній відповіді організму проти пухлин. Однак при деяких типах злоякісних пухлин все навпаки, і висока кількість Treg асоціюється з позитивним прогнозом. Ця тенденція спостерігається при таких ракових захворюваннях, як колоректальна карцинома та фолікулярна лімфома. Це може бути пов’язано зі здатністю Treg пригнічувати загальне запалення, яке, як відомо, викликає проліферацію пухлинних клітин і метастазування. Ці протилежні ефекти вказують на те, що роль Treg у розвитку раку сильно залежить як від типу, так і від локалізації пухлини.
Хоча досі не зовсім зрозуміло, як Treg переважно транспортуються в мікрооточення пухлини, вважають, що їх хемотаксис зумовлений хемокінами, що продукуються пухлиною. Інфільтрації Treg у мікросередовище пухлини сприяє зв’язування хемокінового рецептора CCR4, який експресується на Treg, до його ліганду CCL22, який секретується багатьма типами пухлинних клітин. Розмноження Treg у місці пухлини також може пояснити зростання їх кількості. Відомо, що цитокін TGF-β, який зазвичай продукується пухлинними клітинами, індукує диференціювання та розмноження T reg клітини.
Білок FOXP3 як фактор транскрипції є важливим молекулярним маркером Treg. Поліморфізм FOXP3 (rs3761548) може брати участь у прогресуванні раку шлунка через вплив на функцію Treg і секрецію імуномодулюючих цитокінів, таких як IL-10, IL-35 і TGF-β.
Загалом, імуносупресія з мікросередовища пухлини значною мірою сприяла невдалим результатам багатьох методів імунотерапії раку. Пригнічення Treg у тваринних моделях призводило до зростання ефективності імунотерапії, і тому багато імунотерапевтичних методів лікування зараз включають пригнічення Treg.

## Молекулярна характеристика
Як і інші Т-клітини, Treg розвиваються в тимусі. Останні дослідження показують, що вони визначаються експресією транскрипційного фактора сімейства forkhead FOXP3 (forkhead box protein 3). Експресія FOXP3 необхідна для розвитку Treg і, здається, контролює генетичну програму, яка визначає долю цієї клітини. У переважній більшості Treg, що експресують Foxp3, знаходяться в популяції з головним комплексом гістосумісності (MHC) класу II з обмеженою експресією CD4 (CD4+) і експресують високі рівні альфа-ланцюга рецептора інтерлейкіну-2 (CD25). На додаток до CD4+ CD25+, що експресують FOXP3, існує також незначна популяція Treg, що експресують МНС класу I, CD8+ FOXP3. Ці CD8+ Т-клітини, що експресують FOXP3, не є функціональними у здорових людей, але індукуються при аутоімунних захворюваннях стимуляцією рецепторів Т-клітин для гальмування імунних реакцій, опосередкованих IL-17. На відміну від звичайних Т-клітин, Treg не виробляють IL-2 і тому від початку є анергічними.
У дослідженнях використовується ряд різних методів для виявлення та моніторингу Treg. Спочатку використовували високу експресію поверхневих маркерів CD25 і CD4 (CD4+ CD25+ клітини). Це проблематично, оскільки CD25 також експресується на нерегуляторних Т-клітинах в умовах імунної активації, наприклад, під час імунної відповіді на патоген. Як визначено через експресію CD4 і CD25, Treg становлять близько 5–10% зрілої субпопуляції CD4+ Т-клітин у мишей і людей, тоді як в цільній крові можна знайти приблизно 1–2% Treg. Додаткове вимірювання клітинної експресії білка FOXP3 дозволило провести більш специфічний аналіз Treg (CD4+ CD25+ FOXP3+ клітини). Однак FOXP3 також тимчасово експресується в активованих ефекторних Т-клітинах людини, що ускладнює правильний аналіз Treg з використанням CD4, CD25 і FOXP3 як маркерів у людей. Таким чином, золотим стандартом комбінації поверхневих маркерів Treg в межах неактивованого CD3+ CD4+ є висока експресія CD25 у поєднанні з відсутністю або низьким рівнем експресії поверхневого білка CD127 (IL-7RA). Якщо не цікавить життєздатність клітин, то додавання FOXP3 до комбінації CD25 і CD127 забезпечить додаткову точність дослідження. Було описано кілька додаткових маркерів, наприклад, високі рівні CTLA-4 (цитотоксична молекула, пов’язана з Т-лімфоцитом-4) і GITR (рецептор TNF, індукований глюкокортикоїдами) також експресуються на Treg, однак функціональне значення цієї експресії ще залишається визначити. Існує великий інтерес до виявлення маркерів клітинної поверхні, які унікально та специфічно експресуються на всіх Treg, що експресують FOXP3. Однак на сьогоднішній день така молекула не була ідентифікована.
Ідентифікація Treg після їх активації є складною, оскільки звичайні Т-клітини будуть експресувати CD25, тимчасово експресувати FOXP3 і втрачати експресію CD127 після активації. Було показано, що Treg можна виявити за допомогою маркерного аналізу, індукованого активацією, шляхом експресії CD39 у поєднанні з коекспресією CD25 і OX40 (CD134), які визначають антиген-специфічні клітини після 24-48-годинної стимуляції за допомогою антигена.
На додаток до білкових маркерів, в літературі описаний інший метод аналізу та моніторингу Treg. Цей метод заснований на аналізі метилювання ДНК. Тільки в Treg, але не в будь-якому іншому типі клітин, включаючи активовані ефекторні Т-клітини, певна ділянка в межах гена FOXP3 (TSDR, Treg-specific-demethylated region) виявляється деметильованою, це дозволяє виявляти Treg за допомогою реакції ПЛР або інших методів аналізу на основі ДНК. Взаємодія між клітинами Th17 і Treg є важливою при багатьох захворюваннях, таких як респіраторні захворювання.
Останні дані свідчать про те, що [[тучні клітини]] можуть бути важливими медіаторами Treg -залежної периферійної толерантності.

### Епітопи
Регуляторні епітопи Т-клітин («трегітопи») були відкриті в 2008 році і складаються з лінійних послідовностей амінокислот, що містяться в моноклональних антитілах та імуноглобуліні G (IgG). З моменту їх відкриття, дані вказують на те, що трегітопи можуть мати вирішальне значення для активації природних регуляторних Т-клітин.
Було висунуто гіпотезу про потенційні можливості застосування епітопів Treg: толерантність до трансплантацій і білкових препаратів, гемотрансфузії та діабет I типу, а також зниження імунної відповіді для лікування алергії.

## Генетичний дефіцит
Завдяки спадковому захворюванню були виявлені мутації в гені, що кодує FOXP3, були ідентифіковані як у людей, так і у мишей. Це захворювання є найбільш яскравим доказом того, що Treg відіграють важливу роль у підтримці нормальної функції імунної системи. Люди з мутаціями в FOXP3 страждають від важкого аутоімунного розладу з швидким летальним результатом, відомого як синдром імунної дисрегуляції, поліендокринопатії, ентеропатії, пов’язаної з Х-хромосомою (IPEX-синдром).
IPEX-синдром характеризується розвитком системного аутоімунітету на першому році життя, в результаті чого зазвичай спостерігається тріада "водяниста діарея, екзематозний дерматит та ендокринопатія, що найчастіше розглядається як інсулінозалежний цукровий діабет. Більшість людей мають інші аутоімунні явища, включаючи Кумбс-позитивну гемолітичну анемію, аутоімунну тромбоцитопенію, аутоімунну нейтропенію та тубулярну нефропатію. Більшість уражених хлопчиків помирають протягом першого року життя від метаболічних порушень або сепсису. Аналогічне захворювання також спостерігається у мишей зі спонтанною FOXP3-мутацією, відомої як «скурфі» (scurfy).